# Panasonic

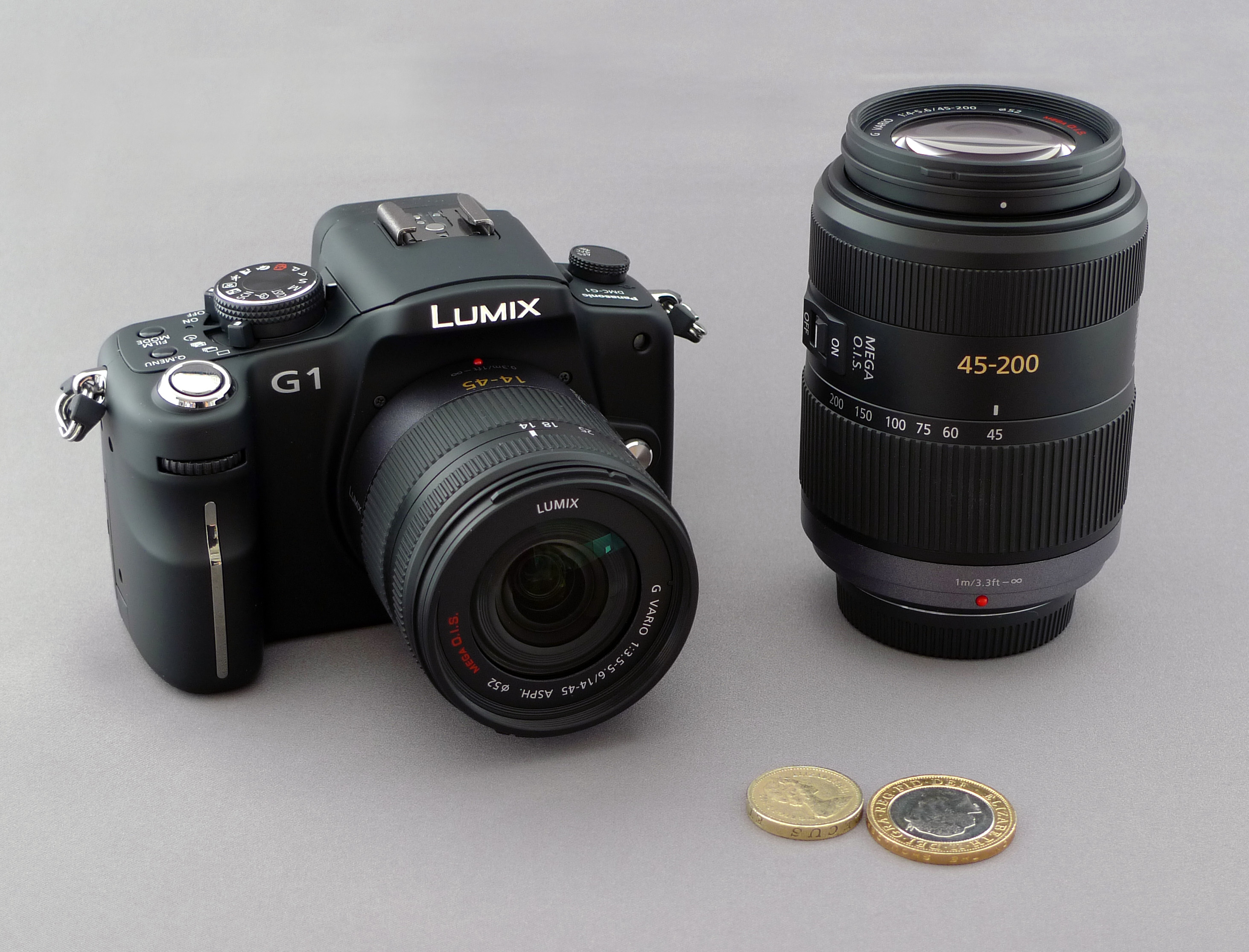
Panasonic Lumix – DMC – G1

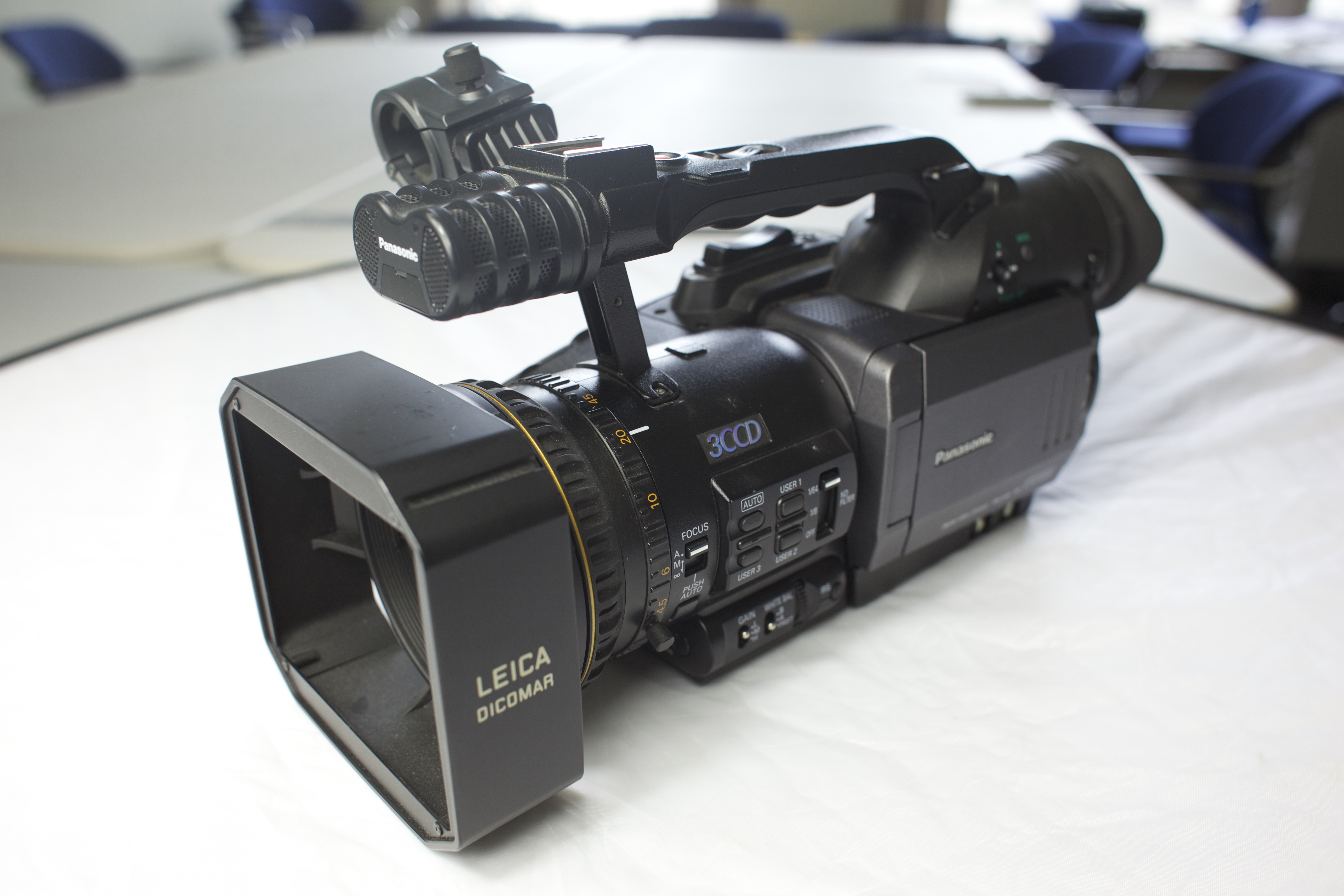
Panasonic AG – DVX100

Panasonic (jap. パナソニック Panasonikku) – czołowa marka japońskiego koncernu Panasonic Corporation (wcześniej Matsushita Electric Industrial Co. Ltd), specjalizująca się w obrazowaniu i produktach optycznych, takich jak aparaty fotograficzne, kamery, sprzęt telekomunikacyjny, sprzęt gospodarstwa domowego, taki jak chłodziarki, pralki, kuchenki mikrofalowe, golarki, suszarki oraz urządzenia klimatyzacyjne. W Gnieźnie znajduje się jedyna europejska fabryka wytwarzająca na licencji Panasonic ogniwa cynkowo-węglowe (Advanced Power Solutions Poland S.A.).

## Historia
Przedsiębiorstwo założył Konosuke Matsushita w 1918 roku w Osace w Japonii. Na początku firmę tworzyły trzy osoby. W 1935 przekształcona w spółkę. W 1986 została otwarta siedziba Panasonic w Moskwie. 11 grudnia 1995 otwarto biuro handlowe Panasonic (WNP) w Moskwie. W 2004 zostały utworzone trzy spółki zależne Panasonic CIS, Panasonic Rusi, Panasonic Soljushn Inzhenirynh Rusi. 10 stycznia 2008 roku Matsushita zapowiedział, że zamierza zmienić nazwę na Panasonic Corporation. Wniosek o zmianę nazwy spółki został zatwierdzony na posiedzeniu rocznym akcjonariuszy spółki 26 czerwca, a nazwa weszła w życie 1 października 2008. Obecnie przedsiębiorstwo zatrudnia ok. 260 tysięcy pracowników na całym świecie, co stawia je w rzędzie największych pracodawców w branży. Ocenia się, że Panasonic posiada 49% udziałów w światowej sprzedaży telewizorów plazmowych.

## Linie produktów
- Lumix – aparaty fotograficzne (używana od 2001 roku):
  - cyfrowe lustrzanki
  - cyfrowe aparaty kompaktowe
  - cyfrowe kompakty zmiennoobiektywowe
- Viera – telewizory:
  - plazmowe
  - LCD
  - OLED
- odtwarzacze i nagrywarki DVD oraz Blu-ray
- zestawy słuchawkowe, głośniki, soundbary (seria SC-HTB)[3]
- Car-Systems – sprzęt samochodowy
- Toughbook – specjalistyczne komputery przenośne
- Eneloop – akumulatorki
- TMAX – systemy power audio
- DentaCare – irygatory i szczoteczki do zębów
- MULTISHAPE – modułowe systemy pielęgnacji osobistej
- Panasonic for Professionals – profesjonalne strzyżarki do włosów dla fryzjerów
- Klimatyzacja
- Pompy ciepła

Przedsiębiorstwo produkuje także sprzęt telekomunikacyjny: telefony komórkowe, telefony DECT, faksy oraz centrale abonenckie.